# Raïon d'Ola
Le raïon d'Ola (en russe : О́льский райо́н, Olski raïon) est une subdivision administrative (raïon) et une municipalité (okroug municipal) de l'oblast de Magadan, en Russie. Situé dans le sud de l'oblast, le raïon fait partie de la Kolyma, une région d'Extrême-Orient russe. Son centre administratif est le village d'Ola, et il compte en tout 12 localités. Sa population s'élevait à 8 026 habitants en 2023.

## Localités
Il y a 12 localités dans le raïon,.

Assemblée du raïon depuis 2020

| Liste des localités | Liste des localités | Liste des localités | Liste des localités         |
| N°                  | Localité            | Statut              | Population Recensement 2021 |
| ------------------- | ------------------- | ------------------- | --------------------------- |
| 1                   | Arman               | village             | 821                         |
| 2                   | Balagannoïé         | village             | 187                         |
| 3                   | Gadlia              | village             | 395                         |
| 4                   | Kliopka             | village             | 472                         |
| 5                   | Ola                 | commune urbaine     | 5643                        |
| 6                   | Radoujni            | village             | 96                          |
| 7                   | Talon               | village             | 210                         |
| 8                   | Taouïsk             | village             | 319                         |
| 9                   | Takhtoïamsk         | village             | 201                         |
| 10                  | Iamsk               | village             | 111                         |
| 11                  | Iana                | village             | 56                          |
| 12                  | Ianski              | village             | 29                          |